# アルバン・ホジャ
アルバン・ホジャ（Alban Hoxha 、1987年11月23日  - ）は、アルバニア・エルバサン州エルバサン県ツァリク出身のプロサッカー選手。アルバニア代表。FKパルティザニ・ティラナ所属。ポジションは、ゴールキーパー。

## 経歴

### クラブ
6歳でプレーを始め、地元クラブのKFトゥルビナ・ツァリクを経て2004年にKSディナモ・ティラナのアカデミーに入団。ディナモ・ティラナのトップチーム昇格後、レンタルで一旦古巣のツァリクに復帰。復帰後の2007年3月にトップチームデビューを果たした。
2011年8月、KSカストリオティにフリーで加入しシーズンいっぱいの契約を結んだ。2012–13シーズン、KSベサ・カヴァヤに加入。2013年夏、FKパルティザニ・ティラナに加入。

### 代表
年代別代表では2005年10月に開催されたUEFA U-19欧州選手権2006の予選に出場している。2014 FIFAワールドカップ・ヨーロッパ予選終了後、第2キーパーのサミル・ウイカニがコソボ代表に変更したため、エトリト・ベリシャとオルゲス・シェヒに次ぐ第3キーパーに選ばれた。2014年10月開催のUEFA EURO 2016予選・デンマーク代表戦とセルビア代表戦で代表初招集。2015年11月16日開催の親善試合・ジョージア代表戦でA代表デビュー。UEFA EURO 2016のメンバーにも選ばれたが、試合に出場することは無くチームもグループステージで敗退した。
2016年11月12日開催の2018 FIFAワールドカップ・ヨーロッパ予選・イスラエル代表戦で国際Aマッチ初出場。57分に0-1で負けている状態で途中出場したがさらに2ゴールを許し0-3で敗れた。

## タイトル

### クラブ
ディナモ・ティラナ
- カテゴリア・スペリオレ: 2007–08, 2009–10

### 個人
- カテゴリア・スペリオレ月間MVP: 2015年3月[16]